# Montanmuseum Altböckstein

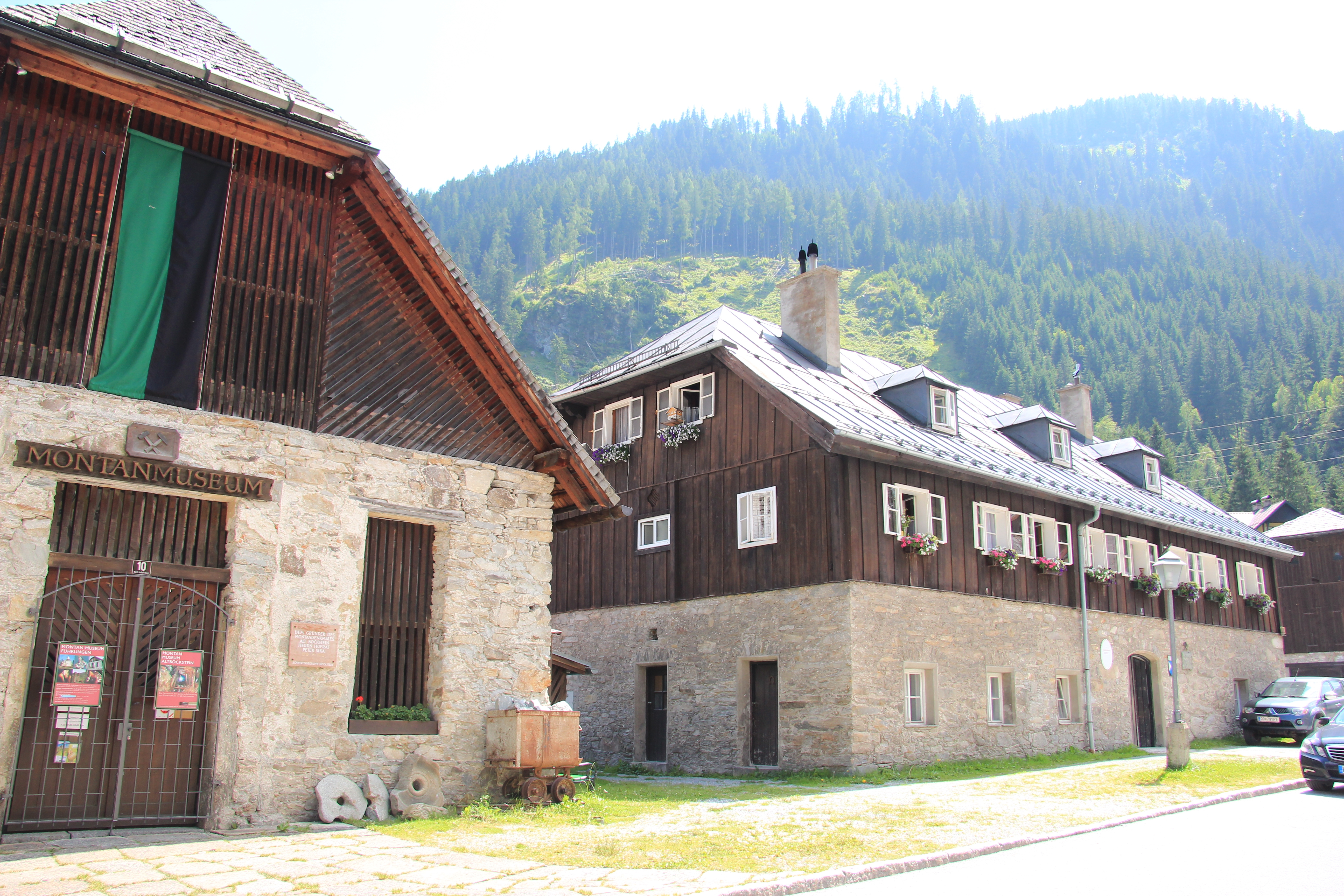
Im linken Gebäude, dem ehemaligen Salzstadel, ist das Museum untergebracht.

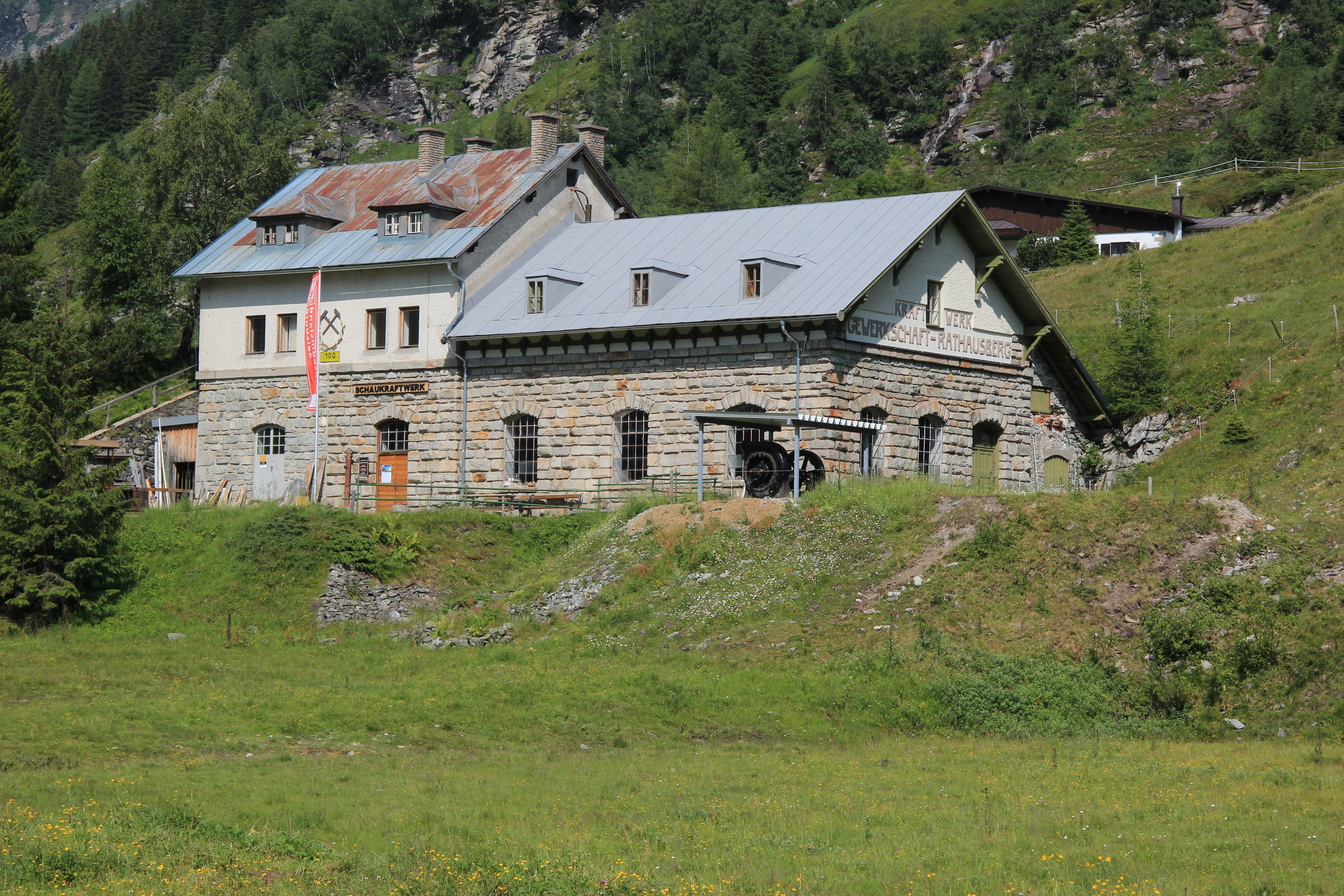
Schaukraftwerk

Das Montanmuseum Altböckstein ist ein Bergbaumuseum in Böckstein, einem Ort der Gemeinde Bad Gastein in Land Salzburg in Österreich.
Die beiden denkmalgeschützten Gebäude Salzstadl und Säumerstall beherbergen historische Werkzeuge und Maschinen des ehemaligen Goldbergbaus im Gasteinertal.

## Geschichte
Im Jahr 1977 konnte der Abriss der Siedlung durch die Unterschutzstellung verhindert werden. Gegründet wurde das Museum auf Anregung des in Böckstein lebenden Montanhistorikers Fritz Gruber durch Peter Sika, Obmann des am 17. Januar 1979 gegründeten Museumsvereins.
Der Salzstadel wurde in den Jahren 1979 und 1980 restauriert. In der Folge wurde auch der Säumerstall saniert und in das Museum integriert.
2001 erhielt das Museum einen Anerkennungspreis des Salzburger Museumsschlüssels. Seit 2016 trägt es das Österreichische Museumsgütesiegel.

## Museum
Das Museum ist Bestandteil der historischen Montansiedlung in Altböckstein. 
Während im Salzstadel die Kleinwerkzeuge der Bergmänner sowie zahlreiche Illustrationen dargestellt werden, sind im Säumerstall Nachbauten eines Pochers zu sehen.
Dem Museum ist das Schaukraftwerk Rathausberg am Naßfeld angegliedert.
Teil des Museums ist auch das Ullmannlehen, ein etwa 500 Jahre altes Bauerngut etwas außerhalb des Ortes.